# افشانک سیاه
افشانک سیاه (به انگلیسی: Aspergillus niger) یک قارچ و از رایج‌ترین گونه‌های افشانکچه است.
در برخی میوه‌ها و سبزی‌ها مانند انگور، زردآلو، پیاز و بادام زمینی به پیدایش بیماریِ «کپک سیاه» می‌انجامد و یکی از رایج‌ترین آلاینده‌های مواد غذایی است. این ماده در خاکهای مناطق گوناگون دیده می‌شود و معمولاً در فضای داخل خانه نیز مشاهده می‌شود. معمولاً کلنی‌های این قارچ به دلیل سیاه بودن با گونه دیگری به نام استاکیبوتریس (که آن هم نام «کپک سیاه» را دارد) اشتباه گرفته می‌شود.
گزارش شده‌است که برخی از گونه‌های افشانکچه سیاه قارچ‌زهرهای قوی به نام اوکراتوکسین تولید می‌کنند. منابع دیگری مخالف بوده و بر این باورند که این گزارش براساس شناسایی نادرست گونه‌های قارچ انجام شده‌است. شواهد اخیر نشان می‌دهد برخی از گونه‌های واقعی افشانک سیاه اوکراتوکسین آ تولید می‌کنند. همچنین اوروبول به صورت ایزوفلاون تولید می‌کند.

## کاشت
افشانک سیاه را هم در صفحات کشت آگار و هم عصاره مالت (MEAOX) کشت می‌شود.

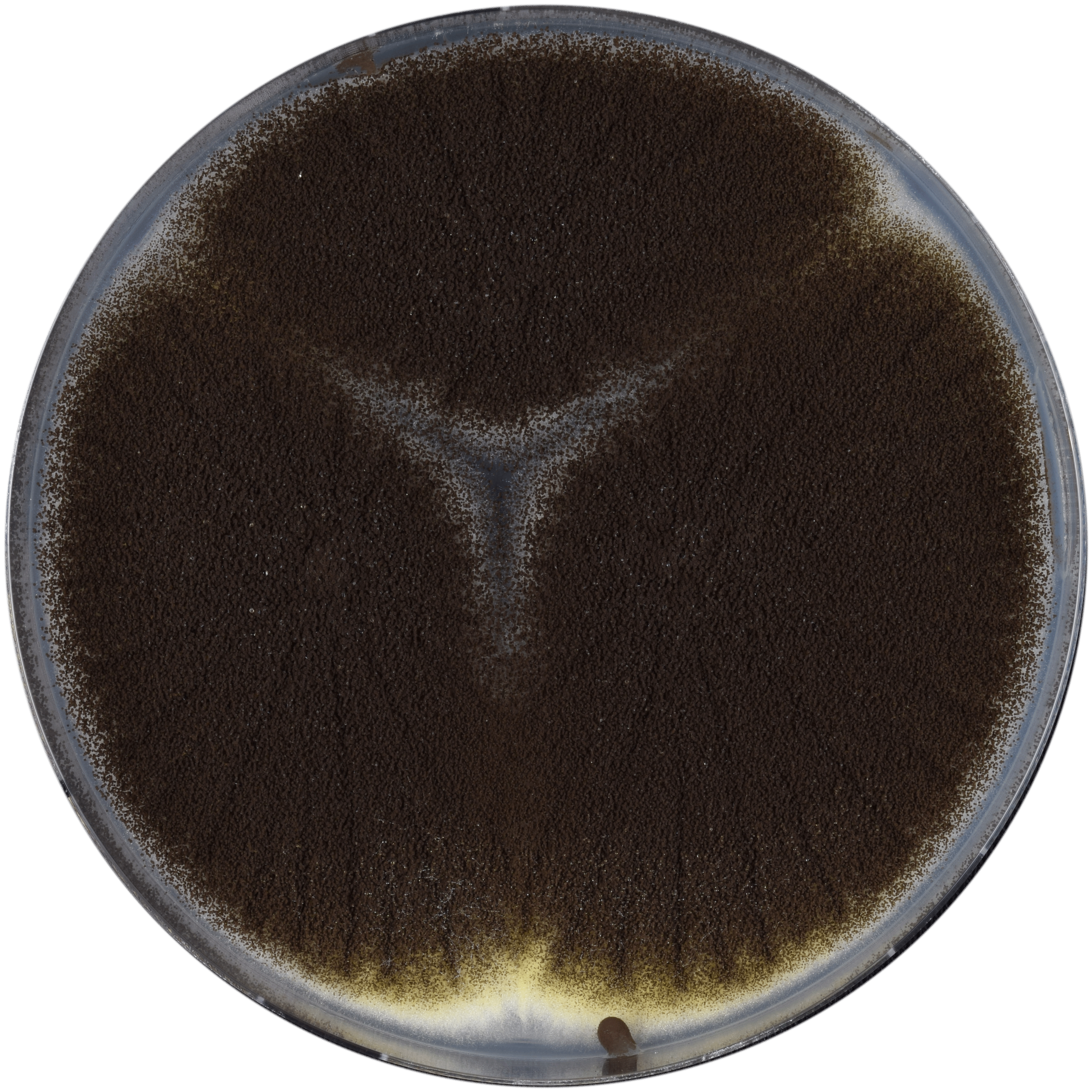
افشانک سیاه در حال رشد روی صفحه زاپک (Czapek)
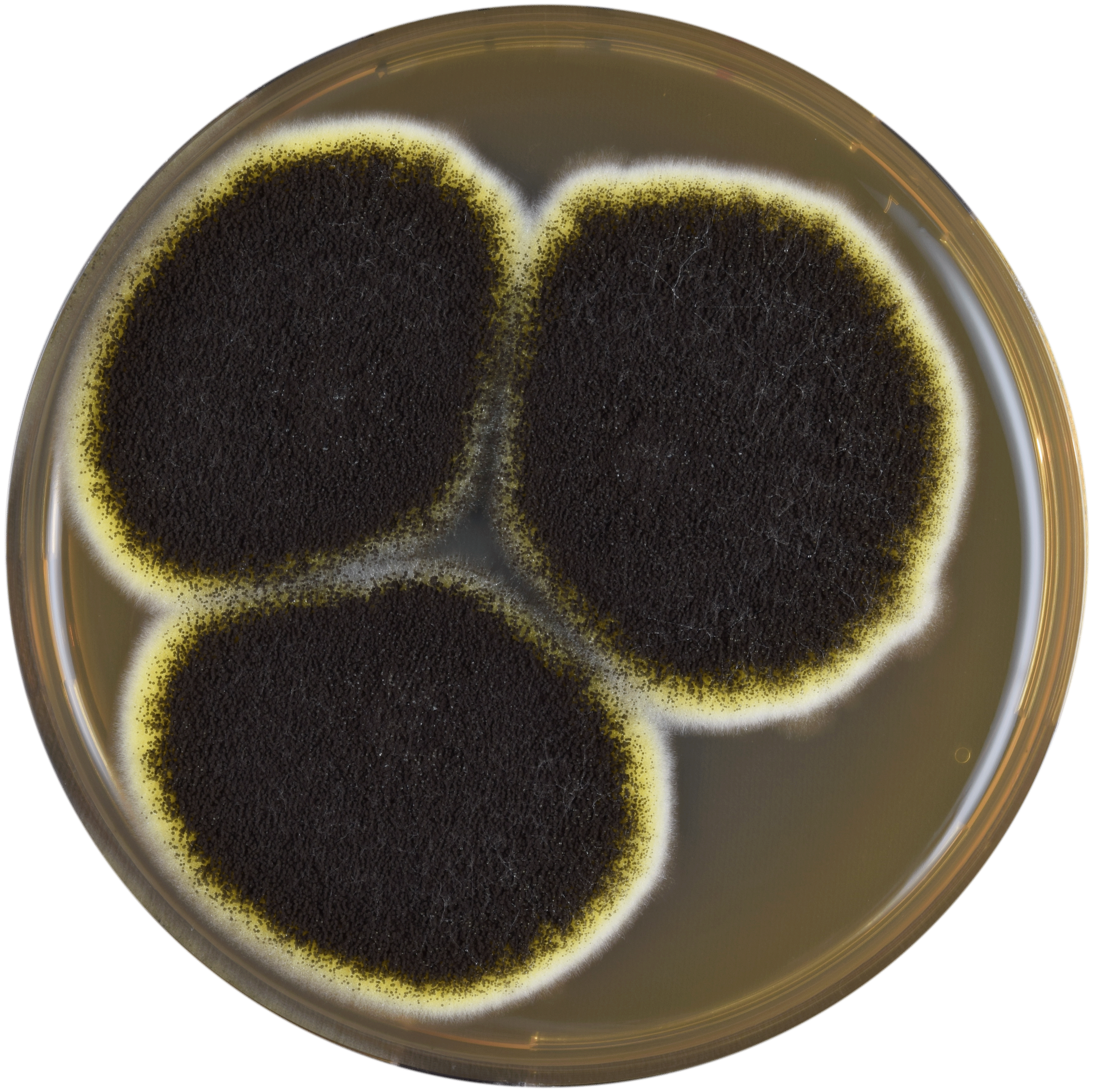
افشانک سیاه در حال رشد روی صفحه MEAOX
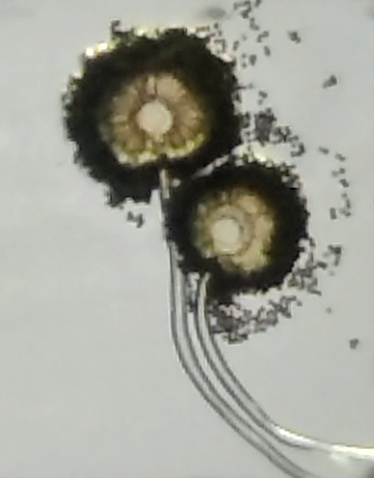
افشانک سیاه مشاهده شده با میکروسکوپ Foldscope